# Матад
Матад (монг. Матад) — сомон аймака Дорнод в северо-восточной части Монголии, площадь которого составляет 22 831 км². Численность населения по данным 2009 года составила 2 526 человек.
Центр сомона — посёлок Зуунбулаг, расположенный в 170 километрах от административного центра аймака — города Чойбалсан и в 720 километрах от столицы страны — Улан-Батора.

## География
Сомон расположен в северо-восточной части Монголии. Имеет границу с Китайской Народной Республикой.
Из полезных ископаемых в сомоне встречаются медь, молибден, нефть, строительное сырьё.

## Климат
Климат резко континентальный.

## Инфраструктура
В сомоне есть школа, больница, санаторий, торговый и культурный центры.

## Известные уроженцы
- Тудэвийн Цэвээнжав (1916—1974) — монгольская актриса театра и кино. Заслуженная артистка Монгольской Народной Республики.